# Hidemaro Fujibayashi
Hidemaro Fujibayashi es un director y creador de videojuegos japonés que trabaja para la empresa nipona Nintendo. También trabajó anteriormente con Capcom.

## Carrera
Antes de ingresar a la industria de los videojuegos, Fujibayashi había diseñado diseños de atracciones embrujadas en parques temáticos japoneses.  En ese momento, había considerado encontrar una ocupación relacionada con la producción y se encontró con una oferta de trabajo en una compañía desarrolladora de videojuegos. Le fascinó el hecho de que su solicitud de empleo debía incluir una muestra de su trabajo que sería inspeccionada directamente al enviarla, y se enamoró de la idea de ser un diseñador de juegos. Fujibayashi se unió a Capcom en 1995, donde adquirió experiencia como planificador para la película interactiva Gakkō no Kowai Uwasa: Hanako-san ga Kita!! y el juego de mahjong Yōsuke Ide Meijin no Shin Jissen Maajan. Se convirtió en parte del Production Studio 1 de la compañía, y diseñó y dirigió el juego de rompecabezas Magical Tetris Challenge.
La primera participación de Fujibayashi en la serie Zelda fue con los juegos de Game Boy Color, donde se le nombró director del proyecto que originalmente iba a ser un remake de lo que fue el primer  The Legend of Zelda pero la idea fue haciéndose más ambiciosa e iba a ser una trilogía, un juego por cada parte de la trifuerza aunque al final acabó siendo solo 2 entregas, los famosos The Legend of Zelda: Oracle of Seasons y Oracle of Ages. En las etapas iniciales de desarrollo, actuó como una especie de empleado que recopilaba todas las ideas del equipo y creaba presentaciones para proponer los conceptos del juego al productor Shigeru Miyamoto. Eventualmente, Fujibayashi se convirtió en el director, participó como planificador y escritor de escenarios, y diseñó un sistema para vincular los dos juegos y permitir jugarlos consecutivamente. Durante su tiempo en Capcom, también dirigió y planificó los juegos de Game Boy Advance The Legend of Zelda: Four Swords y The Legend of Zelda: The Minish Cap. Después de cambiar a Nintendo, Fujibayashi se convirtió en subdirector y escritor de la historia del juego de Nintendo DS The Legend of Zelda: Phantom Hourglass. Luego, hizo su debut como director de un juego Zelda para una consola de hogar con el juego de Wii The Legend of Zelda: Skyward Sword. Más tarde, dirigió el juego de Nintendo Switch y Wii U The Legend of Zelda: Breath of the Wild y su secuela exclusiva de Nintendo Switch The Legend of Zelda: Tears of the Kingdom. Según Fujibayashi, el aspecto más importante del diseño de juegos es hacer que las reglas fundamentales de un videojuego sean absolutamente claras para el jugador. Tiene un cariño especial por el primer The Legend of Zelda, al que describió como "novedoso" e "innovador" para su época.

## Ludografía
- 1999: Magical Tetris Challenge, Capcom Entertainment, Inc.
- 2001: The Legend of Zelda: Oracle of Seasons, Nintendo Co., Ltd.
- 2001: The Legend of Zelda: Oracle of Ages, Nintendo Co., Ltd.
- 2002: The Legend of Zelda: A Link to the Past, Nintendo of America Inc.
- 2004: The Legend of Zelda: The Minish Cap, Nintendo Co., Ltd.
- 2007: The Legend of Zelda: Phantom Hourglass, Nintendo Co., Ltd.
- 2011: The Legend of Zelda: Skyward Sword, Nintendo Co., Ltd.[10]
- 2017: The Legend of Zelda: Breath of the Wild, Nintendo Co., Ltd.[11]
- 2023: The Legend of Zelda: Tears of the Kingdom, Nintendo Co., Ltd.[12]